# Рабат — Сале — Кенітра
Рабат — Сале — Кенітра (араб. الرباط-سلا-القنيطرة; бербер. ⴻⵕⵕⴱⴰⵟ-ⵙⵍⴰ-ⵇⵏⵉⵟⵔⴰ) — один з дванадцяти регіонів Марокко. Був заснований у вересні 2015 року та має населення 4 580 866 осіб. Регіональний центр — столиця Марокко, місто Рабат.

## Загальні дані
Регіон Рабат — Сале — Кенітра був утворений у вересні 2015 року шляхом злиття колишніх регіонів Рабат — Сале — Земмур — Заер та Гарб — Шрарда — Бені-Хсен.
Регіон складається з трьох префектур та сьоми провінцій.

## Визначні місця

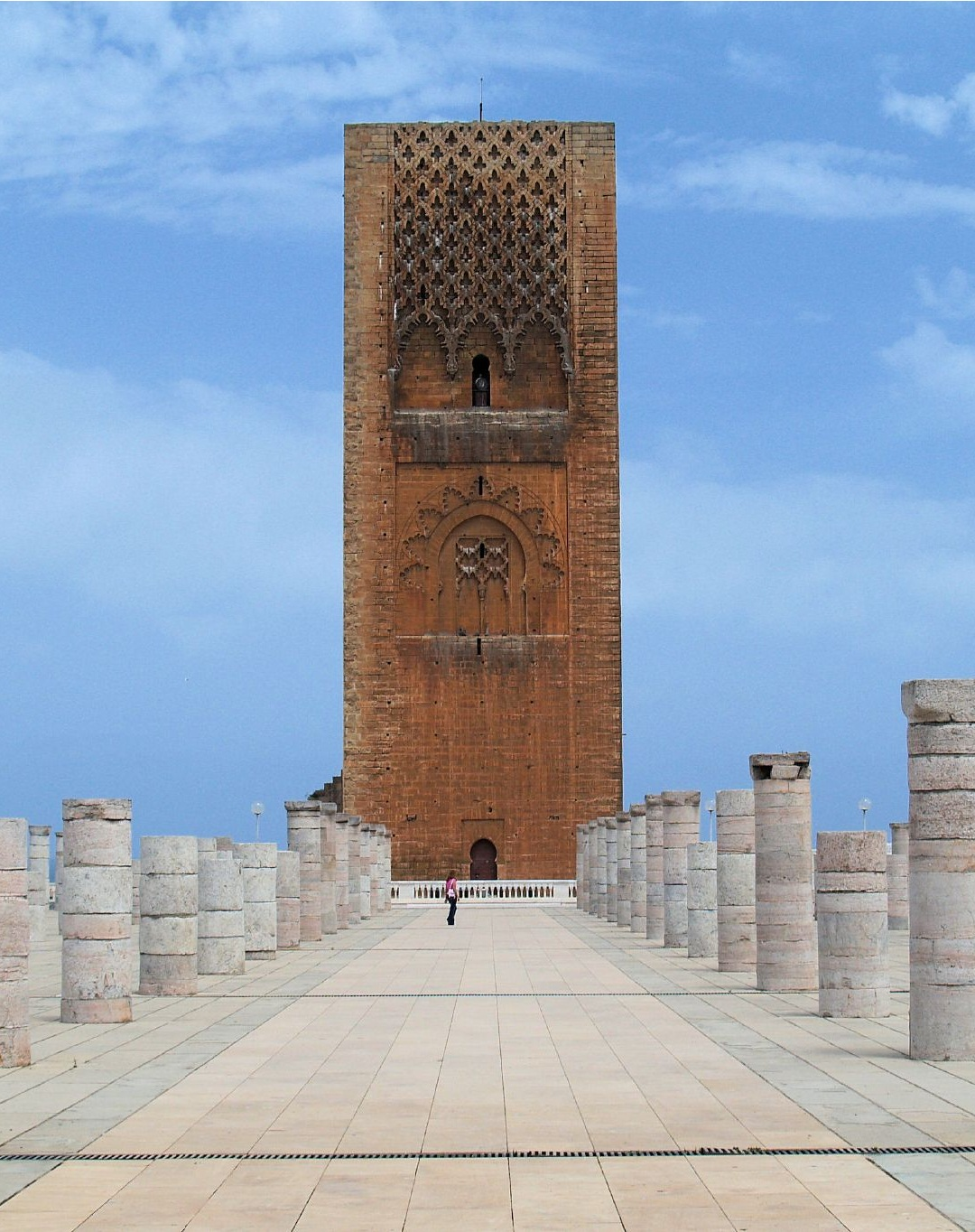
Мінарет Хасана та руїни недобудованої мечеті у Рабаті.

Також у ньому розташовано чимало історичних та туристичних пам'яток, зокрема в Рабаті, що входить до переліку Світової спадщини ЮНЕСКО:
- Рабат — столиця країни та одне з чотирьох імперських міст Марокко. Є одночасно стародавнім та сучасним містом. У минулому (під назвою Нове Сале) — важливе піратське місто, рейди з якого досягали аж берегів Ісландії.

- Сале — стародавнє місто-супутник Рабату, розташоване на березі Атлантичного океану.

- Кенітра — третє за населенням місто регіону. Важливий порт та військова морська база.